# Погорецкий, Пётр Иванович
Пётр Ива́нович Погоре́цкий (Погоре́тский) (1734, Киевская губерния — 1780, Москва) — российский учёный-медик украинского происхождения (в отдельных документах указывается 1740 год рождения).
Выпускник Лейденского университета (Королевство Голландия), доктор медицины (1765);
Один из основоположников российской педиатрической школы, автор первого Российского руководства по детским болезням, изданном на латинском языке (1768).

## Биография
Родился в семье православного священника. После окончания церковно-приходской школы, в возрасте 15-ти лет был принят в Киево-Могилянскую академию, где кроме богословия изучал латынь, французский и немецкий языки, естественные науки, литературу, риторику. С окончанием в 1757 году академии и получения академической степени магистра богословия Пётр Погорецкий в уехал в Санкт-Петербург, где 30 сентября того же года поступил в хирургическую школу, находившуюся в Госпитальной слободке при Сухопутном и Адмиралтейском госпиталях. Учился у признанного в Европе и находящегося на службе в России профессора Иоганна Шрейбера и 22 мая 1758 года по результатам экзамена был произведён в звание подлекаря, а спустя два года 30 июня 1760 года получил звание лекаря и был оставлен в Генеральном сухопутном госпитале.
По устоявшейся в те годы практике весной 1761 года в числе десяти наиболее успешных молодых лекарей Пётр Погорецкий был командирован для дальнейшего научного совершенствования и подготовки диссертации на звание доктора медицины в Голландию — на медицинский факультет Лейденского университета. Штатс-контор-коллегия назначила ему стипендию в 360 рублей в год и обязала каждые полгода присылать подробный отчёт в Медицинскую канцелярию.
В Лейденском университете П. И. Погорецкому слушал лекции по анатомии у профессора Бернарда Альбинуса, практиковался по патологии и химии у профессора Иеронима Гауба, занимался экспериментальной физикой в лаборатории Лаллемана, ботаникой и Materia medica (фармакологией) у профессора Адриана ван Ройена. Кроме того, он слушал приватные курсы по математике и геометрии.
1 января 1765 года в стенах Лейденского университета П. И. Погорецкий защитил диссертацию: «De semimetallo Nickel, cui accedit examen medicum modi, quo vulgus expilare ulcera solet» (Сплавы никеля. Изучение воздействия на течение язвенного воспаления у человека) и, получив степень доктора медицины вернулся а Петербург.
Обязательный экзамен в Медицинской коллегии империи подтвердил право И. П. Погорецкого на медицинскую практику в России в ранге доктора медицины. В октябре того же года он получил назначение в Московский Генеральный сухопутный госпиталь — преподавателем в состоявшей при госпитале медицинской школе для подготовки лекарей.
Сравнивая процесс преподавания медицины в московской госпитальной школе с тем, как он был организован в Европе, И. П. Погорецкий выступил с программой реформирования медицинского образования в России. Наряду с комплексом чисто методологических мер, одной из важнейших задач он считал необходимость существенного увеличения числа русских учеников в школе, процент которых со времён, когда школой руководил Н. Л. Бидлоо неуклонно снижался. Свои мысли Погорецкий изложил в рапорте, направленном в Медицинскую коллегию, который был встречен неоднозначно. Президент коллегии барон А. И. Черкасов поручил секретарю коллегии Пеккену составить своё впечатление. Одобрения от Медицинской коллегии не полседовало.
В 1768 году Погорецкий издал в Лейпциге на немецком языке переведённый им фундаментальный труд своего учителя профессора Иоганна Шрейбера, который стал одним из наиболее популярных учебных пособий в Европе. В предисловии к книге он дал нелицеприятные характеристики некоторым своим коллегам по госпиталю, чем окончательно восстановил против себя Медицинскую коллегию. Нереализованная часть тиража книги была изъята и уничтожена, а сам автор уволен. Сначала его назначили на должность медика в Сибирский корпус, но Пётр Иванович отказался подчиниться и остался в Москве, заявив, что он готов продолжить преподавательскую деятельность без государственного содержания. Вызванный затем в Петербург, он был арестован и только вмешательство императрицы Екатерины II, подписавшей 4 июня 1769 года именной указ об увольнении от службы, позволило ему избежать заключения.

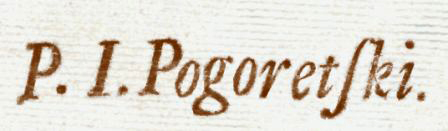
Оттиск персонального штампа доктора П. И. Погорецкого

П. И. Погорецкий вернулся в Москву, где занялся частной практикой. Очень быстро он завоевал авторитет выдающегося клинициста. Спустя годы после смерти Петра Ивановича профессор В. М. Рихтер писал о нём следующее: 
Доктор Погорецкий отправлял в столице сей медицинскую практику с великим отличием. Доброе мнение о нём, как о враче учёном и прямодушном, сохранилось и доселе у многих жителей Москвы, знавших его лично. Многочисленная отборная и прекрасная библиотека доказывает склонность к упражнениям и обширную учёность.
В 1771 году П. И. Погорецкий по собственному почину принял активное участие в ликвидации эпидемии чумы в Москве. Заболев лёгкой формой этой болезни, он дал подробное описания развития патологического процесса в собственном организме. Это описание позволило его близкому другу, основоположнику российской эпидемиологии Д. С. Самойловичу высказать идею о возможности разработки способа прививки против чумы.
Тем не менее здоровье П. И. Погорецкого оказалось подорванным. Он скончался в Москве предположительно в 1780 года. Точная дата его смерти оказалась утраченной. Ясно лишь, что к моменту смерти Петру Ивановичу не исполнилось и пятидесяти лет. После его кончины ценнейшая библиотека досталась Московскому Воспитательному дому. Об этом свидетельствует записи на форзаце книги Сенеки «Opera quae supersunt», хранящейся в Книжном фонд отдела старопечатных и редких изданий Национальной библиотеки Украины им. В. И. Вернадского:
Эта книга Сенеки ... была приобретена из библиотеки Альберта И. И. профессора богословия в Лугдуно-Батавской Академии, которому когда-то досталась в награду от схолархов; теперь же приобретена для моей коллекции книг на некоторую сумму денег и вследствие благодарности и дружбы из Фиалкусцианского музея, память о котором с величайшим почётом сохраняется и всегда будет сохраняться. 1 июня 1764. Кандидат медицины Погорецкий.

Приписка: ....Сия книга куплена в Императорском Воспитательном доме в Москве после доктора Г. Погорецкого. 1782 года в Июне месяце.

## Вклад в медицину
Важнейшей заслугой П. И. Погорецкого являлась попытка реформирования процесса подготовки лекарей в России. Она не увенчалась успехом, но отдельные сформулированные им положения были востребованы десятилетия спустя:
- обучение учеников госпитальных школ клинической практике, то есть введение клинического преподавания;
- обеспечение учеников, заканчивающих обучение, учебниками;
- регулярное пополнение школ медицинскими пособиями и инструментами;
- улучшение и углубление преподавания физиологии и патологии как основ подготовки врача;
- выделение учеников, желающих заняться препарированием, для подготовки из них прозекторов[6].

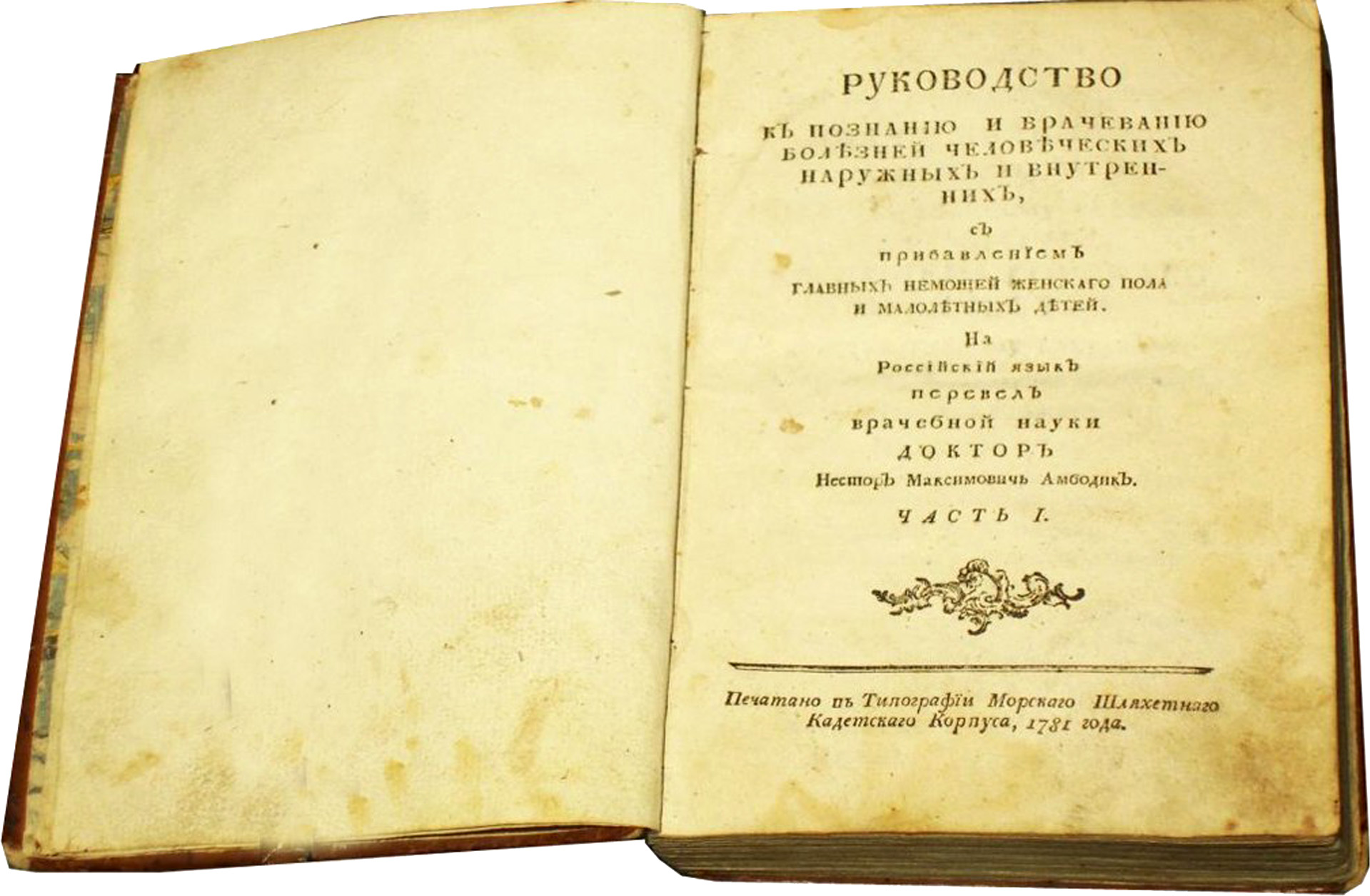
Руководство И. Штейбера с прибавлениями П. И. Погорецкого в переводе Н. М. Максимовича-Амбодика

Как упоминалось выше, в 1768 году П. И. Погорецкий опубликовал перевод на латинский язык руководства своего учителя, российского врача, профессора И. Шрейбера. Под названием: «Kurze, doch zulaengliche Anweisung zur Erkenntniss und Gur der vornehmsten Krankheiten des menschlichen Leibes, dogh vornehmlich in Absicht auf erwachsene Mannspersonen wie solche in den Grossen Hospitaelern zu St. Petersburg alle Jahre seit 1742 bis hierher ist vorgetragen un erklaeret worden» («Короткое, но доступное руководство для познания и лечения важнейших заболеваний человеческого тела, главным образом взрослых мужчин, которые в больших госпиталях Петербурга во все годы, начиная с 1742 года, до сих пор изучены и объяснены») И. Шрейбер издал этот труд в 1756 году в Лейпциге на немецком языке. Ставшая чуть ли не основным руководством по клинической медицине в Европе, книга осталась практически неизвестной в России — там, где была написана автором.
В переводе П. И. Погорецкого эта монография называлась иначе: «Manuductio ad cognoscendos et curandos morbos, cui accedit appendix de morbis sexus sequioris atque infantum» («Руководство к познанию и заботе о многих заболеваниях, к которому сделано прибавление об отдельных заболеваниях женщин и детей»). Указанное прибавление, которое составило самостоятельный том, по объёму даже превышающий основную книгу, было написано самим Петром Ивановичем, однако себя он указал лишь в качестве переводчика. Издание сразу стало библиографической редкостью, поскольку из-за конфликта с автором перевода, бо́льшая часть тиража по распоряжению Медицинской Коллегии была уничтожена.
Только после того как в 1781 году основоположником отечественной педиатрии Нестором Максимовичем Максимовичем-Амбодиком книга была переведена теперь уже с латинского языка на русский и издана под названием «Руководство к познанию и врачеванию болезней человеческих наружных и внутренних, c прибавлением главных немощей женскаго пола и малолетных детей», фундаментальный труд И. Шрейбера с прибавлениями П. И. Погорецкого стал известен в России. Несколько лет спустя прибавления Петра Ивановича легли в основу пятой части известного руководства Н. М. Максимовича-Амбодика «Искусство повивания, или Наука о бабичьем деле», который был посвящён описанию некоторых болезней детей.
Прибавления Петра Ивановича Погорецкого к монографии И. Шрейбера оказались первым, хотя и кратким отечественным клиническим руководством по детским болезням.

## Печатные работы
- Pogoretskij Petr. Specimen chem. inaug. sistens aliqua de semimetallo nickel : cui accedit examen medicum modi, quo vulgus expilare ulcere solet. — Lugdunum Batavorum: Haak, 1765.
- Переводы из Энциклопедии "Encyclopédie, ou Dictionnaire raisonné des sciences, des arts et des métiers" Дидро. — М.: изд. при Имп. Моск. ун-те, 1767.
- Schreiber  Io. Fr. Manuductio ad cognoscendos et curandos morbos : Cui accedit adpendix de morbis sexus sequioris atque infantum / Cura & sumptibus Petri Pogaretski. — М.: Typis-Universitatis caesareae mosquensis, 1768. — Т. 1, 2.
- Корнаро Л. Лудовика Корнелия венецианина Опыт о пользе трезвыя жизни. / Переведен, и нужнейшими примечаниями изъяснен, доктором Петром Погоретским, Сибирскаго корпуса медиком. — М.: изд. при Имп. Моск. ун-те, 1768. — 112 с.
- История и записки Амстердамскаго общества в пользу утопших собравшагося в 1767 году. / Переведена с французскаго доктором Петром Погоретским Сибирскаго корпуса медиком. — СПб.: изд. при Имп. Акад. наук, 1769.